# Ronde van Polen 2011
De 68e editie van de Ronde van Polen (Pools: Wyścig Dookoła Polski 2011) begon op 31 juli 2011 en eindigde op 6 augustus 2011. De wedstrijd maakte deel uit van de UCI World Tour.

## Deelnemende ploegen
Aan de Ronde van Polen 2011 namen de 18 UCI-Pro Tour-ploegen deel. Bovendien zijn er ook vier wildcards uitgereikt, waarvan er eentje naar het Nederlandse Skil-Shimano is gegaan. De Poolse ploeg Reprezentacja Polska is een gelegenheidsformatie met talentvolle Poolse renners uit andere continentale ploegen.
| 18 UCI World Tour-ploegen | 18 UCI World Tour-ploegen | 18 UCI World Tour-ploegen | 4 wildcards               |
| ------------------------- | ------------------------- | ------------------------- | ------------------------- |
| AG2R-La Mondiale          | Team Katjoesja            | Quick Step                | De Rosa-Ceramica Flaminia |
| Pro Team Astana           | Lampre-ISD                | Rabobank                  | Skil-Shimano              |
| BMC Racing Team           | Team Leopard-Trek         | Team RadioShack           | CCC Polsat Polkowice      |
| Euskaltel-Euskadi         | Liquigas-Cannondale       | Saxo Bank-Sungard         | Nationale Ploeg Polen     |
| Team Garmin-Cervélo       | Team Movistar             | Sky ProCycling            |                           |
| Team HTC-High Road        | Omega Pharma-Lotto        | Vacansoleil-DCM           |                           |

## Startlijst
Garmin-Cervélo
- 1.  Daniel Martin
- 2.  Michel Kreder
- 3.  Christophe Le Mével
- 4.  Heinrich Haussler
- 5.  Martijn Maaskant
- 6.  Thomas Peterson
- 7.  Andrew Talansky
- 8.  Sep Vanmarcke

Liquigas-Cannondale
- 11.  Valerio Agnoli
- 12.  Francesco Bellotti
- 13.  Maciej Bodnar
- 14.  Eros Capecchi
- 15.  Dominik Nerz
- 16.  Vincenzo Nibali
- 17.  Maciej Paterski
- 18.  Peter Sagan

Lampre-ISD
- 21.  Przemysław Niemiec
- 22.  Michele Scarponi
- 23.  Oleksandr Kvatsjoek
- 24.  Marco Marzano
- 25.  Daniele Righi
- 26.  Alessandro Spezialetti
- 27.  Simon Špilak
- 28.  Diego Ulissi

Quick Step Cycling Team
- 31.  Dario Cataldo
- 32.  Francesco Chicchi
- 33.  Marc de Maar
- 34.  Davide Malacarne
- 35.  Francesco Reda
- 36.  Kevin Seeldraeyers
- 37.  Tom Boonen
- 38.  Kristof Vandewalle

Team Katjoesja
- 41.  Arkimedes Arguelyes
- 42.  Giampaolo Caruso
- 43.  Petr Ignatenko
- 44.  Danilo Di Luca
- 45.  Luca Paolini
- 46.  Alexandru Pliușchin
- 47.  Filippo Pozzato
- 48.  Nikolaj Troesov

Team Saxo Bank-SunGard
- 51.  Jarosław Marycz
- 52.  Jonathan Bellis
- 53.  Jonas Aaen Jørgensen
- 54.  Juan José Haedo
- 55.  Manuele Boaro
- 56.  Rafał Majka
- 57.  Lucas Sebastián Haedo
- 58.  Laurent Didier

Team HTC-Highroad
- 61.  Michael Albasini
- 62.  John Degenkolb
- 63.  Caleb Fairly
- 64.  Leigh Howard
- 65.  Alex Rasmussen
- 66.  Kanstantsin Siwtsow
- 67.  Gatis Smukulis
- 68.  Martin Velits

Team Leopard-Trek
- 71.  William Clarke
- 72.  Dominic Klemme
- 73.  Giacomo Nizzolo
- 74.  Thomas Rohregger
- 75.  Tom Stamsnijder
- 76.  Bruno Pires
- 77.  Davide Viganò
- 78.  Fabian Wegmann

BMC Racing Team
- 81.  Alessandro Ballan
- 82.  Chad Beyer
- 83.  Chris Butler
- 84.  Alexander Kristoff
- 85.  John Murphy
- 86.  Mauro Santambrogio
- 87.  Timothy Roe
- 88.  Danilo Wyss

Sky Procycling
- 91.  Kjell Carlström
- 92.  Stephen Cummings
- 93.  Christopher Froome
- 94.  Peter Kennaugh
- 95.  Thomas Lövkvist
- 96.  Lars Petter Nordhaug
- 97.  Morris Possoni
- 98.  Ian Stannard

Astana Pro Team
- 101.  Asan Bazajev
- 102.  Simon Clarke
- 103.  Aleksandr Djatsjenko
- 104.  Enrico Gasparotto
- 105.  Maksim Iglinski
- 106.  Robert Kišerlovski
- 107.  Jevgeni Petrov
- 108.  Fredrik Kessiakoff

Omega Pharma-Lotto
- 111.  Jan Bakelants
- 112.  Adam Blythe
- 113.  Bart De Clercq
- 114.  Francis De Greef
- 115.  Adam Hansen
- 116.  Óscar Pujol
- 117.  Vicente Reynes
- 118.  Jussi Veikkanen

Rabobank
- 121.  Graeme Brown
- 122.  Stef Clement
- 123.  Jos van Emden
- 124.  Rick Flens
- 125.  Paul Martens
- 126.  Michael Matthews
- 127.  Tom-Jelte Slagter
- 128.  Dennis van Winden

Team RadioShack
- 131.  Matthew Busche
- 132.  Manuel Cardoso
- 133.  Sam Bewley
- 134.  Michał Kwiatkowski
- 135.  Geoffroy Lequatre
- 136.  Tiago Machado
- 137.  Nélson Oliveira
- 138.  Ivan Rovny

Euskaltel-Euskadi
- 141.  Koldo Fernández
- 142.  Miguel Minguez
- 143.  Pierre Cazaux
- 144.  Daniel Sesma
- 145.  Javier Aramendia
- 146.  Jonathan Castroviejo
- 147.  Jorge Azanza
- 148.  Jon Izagirre

Movistar Team
- 151.  Marzio Bruseghin
- 152.  Ignatas Konovalovas
- 153.  Vasil Kiryjenka
- 154.  Ángel Madrazo
- 155.  Carlos Oyarzún
- 156.  Luis Pasamontes
- 157.  Branislaw Samojlaw
- 158.  Rubén Plaza

Vacansoleil-DCM Pro Cycling
- 161.  Matteo Carrara
- 162.  Stijn Devolder
- 163.  Romain Feillu
- 164.  Michał Gołaś
- 165.  Martijn Keizer
- 166.  Sergej Lagoetin
- 167.  Marco Marcato
- 168.  Wout Poels

Ag2r-La Mondiale
- 171.  Rinaldo Nocentini
- 172.  Maxime Bouet
- 173.  Martin Elmiger
- 174.  Ben Gastauer
- 175.  Sébastien Hinault
- 176.  Mathieu Perget
- 177.  Anthony Ravard
- 178.  Christophe Riblon

Skil-Shimano
- 181.  Thierry Hupond
- 182.  Matthieu Sprick
- 183.  Johannes Fröhlinger
- 184.  Albert Timmer
- 185.  Tom Veelers
- 186.  Simon Geschke
- 187.  Cheng Ji
- 188.  Marcel Kittel

De Rosa-Ceramica Flaminia
- 191.  Paolo Bailetti
- 192.  Frederico Rocchetti
- 193.  Francisco Vila
- 194.  Giorgio Brambilla
- 195.  Michele Merlo
- 196.  Gianluca Maggiore
- 197.  Matteo Fedi
- 198.  Fabio Piscopiello

CCC Polsat Polkowice
- 201.  Marek Rutkiewicz
- 202.  Jacek Morajko
- 203.  José Mendes
- 204.  Tomasz Marczyński
- 205.  Mateusz Taciak
- 206.  Błażej Janiaczyk
- 207.  Bartłomiej Matysiak
- 208.  Łukasz Bodnar

Polen
- 211.  Bartosz Huzarski
- 212.  Jaroslaw Dabrowski
- 213.  Paweł Cieślik
- 214.  Paweł Bernas
- 215.  Kamil Gradek
- 216.  Piotr Gawroński
- 217.  Adrian Kurek
- 218.  Michał Podlaski

## Parcours
De Ronde van Polen 2011 wordt verreden in 7 etappes, de meeste etappes bestaan voor een groot gedeelte uit rondjes rijden. Hierbij wordt er gestart in Pruszków waarna er richting de Poolse hoofdstad Warschau gekoerst wordt, hier aangekomen wordt er nog acht maal een ronde van 8,1 kilometer gereden. Na een rustig begin met drie relatief vlakke etappes trekt het peloton richting het Tatragebergte hier zullen nog 3 zware bergritten volgen waarbij de beklimmingen van de eerste categorie elkaar op zullen volgen.

## Verloop
De eerste etappe eindigde in een massasprint die werd gewonnen door de Duitser Marcel Kittel die uitkomt voor de Nederlandse ploeg Skil-Shimano. Hij bezorgde zijn ploeg hiermee de eerste overwinning op het hoogste niveau. Kittel won ook de tweede etappe, die ontsierd werd door een grote valpartij, met overmacht in de massasprint. In de derde etappe werd Kittel licht gehinderd maar dat kon hem niet van de 'hattrick' afhouden.
De vierde etappe was de eerste bergachtige etappe van deze ronde. de finish lag in de bovenstad van Cieszyn. Peter Sagan werd uitstekend voorop gehouden op de steile kasseien door Nibali en wist al bij al deze etappe gemakkelijk te winnen met 3 seconden voorsprong op het uitgedunde peloton. Ook in etappe vijf bleef Sagan voor in het peloton en won de sprint. Etappe zes, de koninginnenrit van deze ronde, werd gewonnen door Daniel Martin, die een paar seconden overhield op Sagan. In de laatste etappe wist Peter Sagan zes bonificatieseconden te verdienen en won op die manier alsnog de Ronde van Polen vóór Martin en Marco Marcato.

## Etappe-overzicht
| etappe     | datum | start          | finish              | afstand  | type       | winnaar       | klassementsleider |
| ---------- | ----- | -------------- | ------------------- | -------- | ---------- | ------------- | ----------------- |
| 31 juli    | 1e    | Pruszków       | Warschau            | 101,5 km | Vlakke rit | Marcel Kittel | Marcel Kittel     |
| 1 augustus | 2e    | Częstochowa    | Dąbrowa Górnicza    | 159,6 km | Vlakke rit | Marcel Kittel | Marcel Kittel     |
| 2 augustus | 3e    | Będzin         | Katowice            | 135,7 km | Vlakke rit | Marcel Kittel | Marcel Kittel     |
| 3 augustus | 4e    | Auschwitz      | Cieszyn             | 176,9 km | Heuvelrit  | Peter Sagan   | Peter Sagan       |
| 4 augustus | 5e    | Zakopane       | Zakopane            | 201,5 km | Heuvelrit  | Peter Sagan   | Peter Sagan       |
| 5 augustus | 6e    | Terma Bukowina | Bukowina Tatrzańska | 207,7 km | Bergrit    | Daniel Martin | Daniel Martin     |
| 6 augustus | 7e    | Krakau         | Krakau              | 128 km   | Vlakke rit | Marcel Kittel | Peter Sagan       |

## Klassementsleiders
| Etappe    | Algemeen      | Punten        | Berg                | Tussensprint | Ploegen         |
| 1         | Marcel Kittel | Marcel Kittel | Michał Gołaś        | Adrian Kurek | Quick Step      |
| 2         | Marcel Kittel | Marcel Kittel | Bartłomiej Matysiak | Adrian Kurek | Quick Step      |
| 3         | Marcel Kittel | Marcel Kittel | Bartłomiej Matysiak | Adrian Kurek | Quick Step      |
| 4         | Peter Sagan   | Romain Feillu | Bartłomiej Matysiak | Adrian Kurek | Vacansoleil-DCM |
| 5         | Peter Sagan   | Romain Feillu | Roeslan Pidhorny    | Adrian Kurek | Vacansoleil-DCM |
| 6         | Daniel Martin | Peter Sagan   | Michał Gołaś        | Adrian Kurek | Vacansoleil-DCM |
| 7         | Peter Sagan   | Peter Sagan   | Michał Gołaś        | Adrian Kurek | Vacansoleil-DCM |
| Eindstand | Peter Sagan   | Peter Sagan   | Michał Gołaś        | Adrian Kurek | Vacansoleil-DCM |

- Omdat Marcel Kittel na de eerste drie etappes zowel de leiderstrui als de puntentrui in bezit had, werd het groen-wit in etappe 2 gedragen door Alexander Kristoff, in etappe 3 door Heinrich Haussler en in etappe 4 door Romain Feillu.

## Eindklassementen
| Plaats    | Naam               | Ploeg                | Tijd      |
| --------- | ------------------ | -------------------- | --------- |
| Gele trui | Peter Sagan        | Liquigas-Cannondale  | 26u40'00" |
| 2         | Daniel Martin      | Team Garmin-Cervélo  | +0' 06"   |
| 3         | Marco Marcato      | Vacansoleil-DCM      | +0' 07"   |
| 4         | Wout Poels         | Vacansoleil-DCM      | +0' 23"   |
| 5         | Peter Kennaugh     | Sky ProCycling       | +0' 25"   |
| 6         | Rinaldo Nocentini  | AG2R-La Mondiale     | +0' 28"   |
| 7         | Bartosz Huzarski   | Reprezentacja Polska | z.t.      |
| 8         | Christophe Riblon  | AG2R-La Mondiale     | z.t.      |
| 9         | Steven Cummings    | Sky ProCycling       | z.t.      |
| 10        | Marek Rutkiewicz   | CCC Polsat Polkowice | +0' 32"   |
|           |                    |                      |           |
| 19        | Kevin Seeldraeyers | Quick Step           | +1' 08"   |

| Plaats      | Naam          | Ploeg               | Punten |
| ----------- | ------------- | ------------------- | ------ |
| Groene trui | Peter Sagan   | Liquigas-Cannondale | 99     |
| 2           | Marco Marcato | Vacansoleil-DCM     | 89     |
| 3           | Marcel Kittel | Skil-Shimano        | 80     |

| Plaats      | Naam             | Ploeg                     | Punten |
| ----------- | ---------------- | ------------------------- | ------ |
| Paarse trui | Michał Gołaś     | Vacansoleil-DCM           | 85     |
| 2           | Patxi Vila       | De Rosa-Ceramica Flaminia | 47     |
| 3           | Roeslan Pidhorny | Vacansoleil-DCM           | 45     |

| Plaats    | Naam              | Ploeg                     | Punten |
| --------- | ----------------- | ------------------------- | ------ |
| Rode trui | Adrian Kurek      | Reprezentacja Polski      | 13     |
| 2         | Gianluca Maggiore | De Rosa-Ceramica Flaminia | 10     |
| 3         | Marco Marcato     | Vacansoleil-DCM           | 8      |

| Plaats | Ploeg            | Tijd      |
| ------ | ---------------- | --------- |
|        | Vacansoleil-DCM  | 80u01'23" |
| 2      | Sky ProCycling   | +00' 12"  |
| 3      | Ag2r-La Mondiale | +02' 31"  |

Mannen: 1928 · 
1929 · 
1930-1932 · 
1933 · 
1934-1936 · 
1937 · 
1938 · 
1939 · 
1940-1946 · 
1947 · 
1948 · 
1949 · 
1950-1951 · 
1952 · 
1953 · 
1954 · 
1955 · 
1956 · 
1957 · 
1958 · 
1959 · 
1960 · 
1961 · 
1962 · 
1963 · 
1964 · 
1965 · 
1966 · 
1967 · 
1968 · 
1969 · 
1970 · 
1971 · 
1972 · 
1973 · 
1974 · 
1975 · 
1976 · 
1977 · 
1978 · 
1979 · 
1980 · 
1981 · 
1982 · 
1983 · 
1984 · 
1985 · 
1986 · 
1987 · 
1988 · 
1989 · 
1990 · 
1991 · 
1992 · 
1993 · 
1994 · 
1995 · 
1996 · 
1997 · 
1998 · 
1999 · 
2000 · 
2001 · 
2002 · 
2003 · 
2004 · 
2005 · 
2006 · 
2007 · 
2008 · 
2009 ·
2010 ·
2011 ·
2012 ·
2013 ·
2014 ·
2015 ·
2016 ·
2017 ·
2018 ·
2019 ·
2020 · 2021 · 2022 · 2023 · 2024
Vrouwen: 1998 · 1999 · 2000 · 2001 · 2002 · 2003 · 2004 · 2005 · 2006 · 2007 · 2008 · 2009-2015 · 2016 · 2017-2023 · 2024 · 2025
 Tour Down Under · 
 Parijs-Nice · 
 Tirreno-Adriatico · 
 Milaan-San Remo · 
 Ronde van Catalonië · 
 Gent-Wevelgem · 
 Ronde van Vlaanderen · 
 Ronde van het Baskenland · 
 Parijs-Roubaix · 
 Amstel Gold Race · 
 Waalse Pijl · 
 Luik-Bastenaken-Luik · 
 Ronde van Romandië · 
 Ronde van Italië · 
 Critérium du Dauphiné · 
 Ronde van Zwitserland · 
 Ronde van Frankrijk · 
 Clásica San Sebastián · 
 Ronde van Polen · 
  Eneco Tour · 
 Ronde van Spanje · 
 Vattenfall Cyclassics · 
 GP Ouest France-Plouay · 
 Grote Prijs van Quebec · 
 Grote Prijs van Montreal · 
 Ronde van Peking · 
 Ronde van Lombardije